# Grevie, Staffanstorps kommun
Grevie är en bebyggelse i Nevishögs socken i Staffanstorps kommun i Skåne län, belägen några hundra meter söder om centralorten Staffanstorp. SCB avgränsade före 2010 en egen småort för bebyggelsen för att 2010 räkna den som en del av den då av SCB avgränsade och namnsatta  tätorten Grevie och Beden. Från 2015 räknar SCB bebyggelsen som en del av Staffanstorps tätort.
En knapp kilometer söder om Grevie flyter Sege å i öst-västlig riktning. Söder om ån börjar backlandskapet kring Bara. 

## Grevie vattentäkt
Kring ån har Malmö stad sedan början av 1900-talet en vattentäkt med borror och Grevie vattenverk. Vattnet utvinns ur Alnarpsströmmen, inte från själva ån. Under 2020-talet planeras ett tjugotal nya dricksvattenbrunnar. Vattentäkten beräknas därefter täcka 20% av Malmös behov.